# لوران بيرنير
لوران بيرنير هو طيار كندي، ولد في 22 ديسمبر 1928.

## وصلات خارجية
- لوران بيرنير على موقع اللجنة الأولمبية الدولية (الإنجليزية)
- لوران بيرنير على موقع أوليمبيديا (الإنجليزية)
- لوران بيرنير على موقع اللجنة الأولمبية الكندية (الإنجليزية)